# Camí de Puigcercós
El Camí de Puigcercós és un camí del terme de Castell de Mur, en terres de Mur, de l'antic terme de Mur, al Pallars Jussà.
Arrenca del Camí de Vilamolat de Mur, a través del qual enllaça amb el castell de Mur i amb el poble de Vilamolat de Mur. Comença a davallar cap al nord, després de fer un fort revolt per perdre alçada, a llevant de les Borrelles de Dellà i a ponent del Tossal Gros. Fa tota la volta a aquest tossal pel nord, i canvia de direcció, ara cap a l'est. S'adreça a la Serreta, que passa també pel nord, i al nord-est de la Serreta entronca amb el Camí de Torrenta, a través del qual enllaça amb el Camí de Mur, per tal d'arribar al poble de Puigcercós.

## Etimologia
Pren el nom del poble de Puigcercós, que és on s'adreça.